# Réserve biologique intégrale de Malissard
Ne doit pas être confondu avec Réserve biologique dirigée de Malissard.
La réserve biologique intégrale de Malissard est une aire protégée de France ayant le statut de réserve biologique intégrale. Elle se trouve dans le centre du massif de la Chartreuse, sur le versant occidental de la crête des Lances de Malissard, en rive droite du ruisseau de Malissard, entourant sur trois côtés par la réserve biologique dirigée de Malissard. Elle mesure 84,16 hectares de superficie sur la commune de Saint-Pierre-d'Entremont en Isère, au sud du village éponyme.